# Marvin & Johnny
Marvin & Johnny waren eine Doo-Wop-Gruppe aus Los Angeles, Kalifornien, die in den 1950er Jahren einige Rhythm-and-Blues-Hits verbuchen konnte. Während Marvin Phillips weitgehend konstant als „Marvin“ auftrat, wechselte die Besetzung des „Johnny“ durch.

## Geschichte

### Vorgeschichte
Marvin Phillips und Emory Perry spielten um 1949 in der Richard Lewis Band Saxophon. Perry wechselte dann zur ersten eigenen Band Marvins, die als „Marvin Phillips and his Men From Mars“ auf Specialty Records veröffentlichte. Unter dem Namen Jesse & Marvin entstand auf demselben Label mit Dream Girl eine erfolgreiche Produktion mit dem prominenten R&B-Sänger und -komponisten Jesse Belvin. Als Belvin zur Armee eingezogen wurde und Marvins erste Versuche als Solo-Künstler auf Parrot und Swing Time Records wenig Erfolg hatten, suche sich Marvin einen neuen Partner.

### Marvin und verschiedene Johnnys
Über den ersten, eventuell auch namensgebenden „Johnny“ gibt es unterschiedliche Angaben. Steve Propes, der Marvin Philips, Emory Perry und Carl „Johnny“ Green für sein Buch über Vokalgruppen in Los Angeles interviewt hat, berichtet, es sei letzterer gewesen, der 1953 mit Marvin und unter Beteiligung der Marsmen im Background für Specialty Records Baby Doll und I’m Not A Fool eingespielt hatte. Philips gab dabei bezüglich der Namenswahl des Duos zu Protokoll, dass Marvin & Carl wohl „nicht sonderlich cool“ geklungen hätte. Die Diskographie-Sammlung Soulful Kinda Music nennt hingegen Johnny Dean, Colin Larkin in der Encyclopedia of Popular Music bereits Emory „Johnny“ Perry, der in Marvins Band The Marsmen spielte.
Während im Dezember das Dream Girl mit Platz neun der R&B-Charts ihre höchste Position erreichte, nahmen Marvin und Carl in Ted Brinsons Studio vier weitere Titel auf, von denen nur Greens Komposition Flip für eine spätere Specialty-Ausgabe verwendet wurde. Im Januar 1954 kam dann der Wechsel zum langlebigste „Johnny“ Emory Perry, den Marvin als „my main Johnny“ (englisch: mein Haupt-Johnny) bezeichnete. Jo Jo / How Long Has She Ben Gone, School Of Love / Boy Loves Girl und Day In – Day Out hießen die Specialty-Singles des Jahres 1954, für die Rückseite von Day In – Day Out kam Carl Greens Flip zum Einsatz.

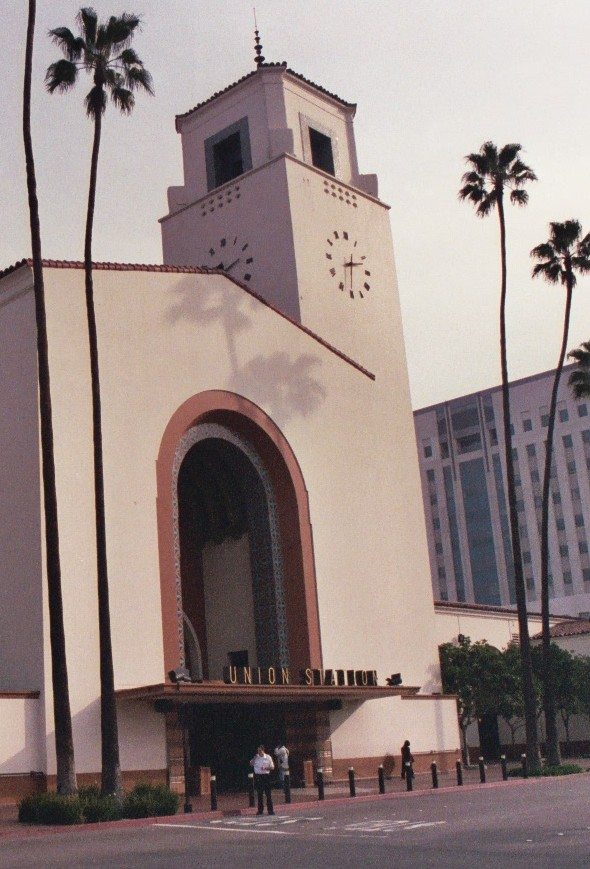
Marvin & Johnny wurden zu Tick Tock durch diese Uhr inspiriert.

Das Duo wechselte noch 1954 zum benachbarten Blues-Label Modern Records, wo mit Tick Tock ein weiterer Charterfolg gelang. Die Inspiration zu dem Titel kam durch die Vorbeifahrt am Uhrenturm der Los Angeles Union Station, als das Duo auf dem Weg in Moderns neues Studio in Culver City war. Am populärsten blieb aber die B-Seite Cherry Pie aufgrund einer ausgiebigen Radiopräsenz. Für weitere Singles auf Modern erweiterte das Duo seine Stilelemente um Doo-Wop-typische humoristische Einlagen ähnlich denen der Coasters und erneuerte den klassischen Rhythm-and-Blues-Sound Louis Jordans. An anderer Stelle wird für die Modern-Aufnahmen auch Johnny Dean als „Johnny“ angegeben.
Emory Perry musste sich ab 1955 die Rolle des Johnnys mit dem aus der Armee entlassene Jesse Belvin teilen, der den Platz an der Seite seines alten Duett-Partners aus der Zeit von Jesse & Marvin beanspruchte. So gab Jesse bei Live-Auftritten nicht seten den „Johnny“ und sang danach in eigener Sache seine populären Hits. Im Studio entstanden Ko-Ko-Mo, I Love You, Yes I Do und Sugar Mama mit Belvin, während sich Emory Perry für die Rückseiten-Titel Baby, Won’t You Marry Me und Butterball verantwortlich zeigte. Nach einem kurzen Intermezzo beim alten Label Specialty mit Mamo Mamo und Ding Dong Baby, unterzeichnete Marvin bei Modern einen Zweijahresvertrag, da Art Rupe von Specialty Ding Dong Baby nicht ausreichend beworben und unterstützt habe. Für Will You Love Me sprang der Gitarrist Rufus Thomas als Johnny ein. Im September 1955 versuchte es Marvin unter dem Künstlernamen „Long Tall Marvin“ erneut auch als Solo-Interpret.
Da der Erfolg aber ausblieb, wechselte Marvin zu Aladdin Records – diesmal mit „Johnny“ Roy Richards von den Robins. Hey Chicken und Yeah Yeah (Yak Yak) waren stärkere Nummern auch aufgrund der renommierten Session-Band um Gitarrist Ernie Freeman, Saxophonist Plas Johnson und Schlagzeuger Earl Palmer. 1958 wurde auf Rays Records die Single Baby, Baby, Baby mit Bye Bye My Baby veröffentlicht. Diesmal sang Willie Egan als „Johnny“. Noch bis 1965 erschienen Aufnahmen auf Aladdin Records, dem Modern-Sublabel Kent Records sowie den kleinen Plattenfirmen Firefly, Jamie Records, Swingin’ und Felsted unter Beteiligung der Willie Egans, Rufus Andersons oder Bobby Sheens. Auf Crown Records, einer weiteren Modern-Tochter erschienen auch die Zusammenstellungen des Werks in Alben-Format. Cherry Pie, die Erkennungsmelodie des Duos, erreichte 1960 in einer Coverversion von Skip & Flip Platz elf der Pop-Charts.

### Rip Spencer als Marvin
1962 kaufte Marvins Neffe Sheridan „Rip“ Spencer den Bandnamen seines Onkels, der sich aus Enttäuschung über nicht erhaltenen Tantiemen für seine Songs aus dem Musikgeschäft zurückzog. Rip war jahrelang Mitglied einer Doo-Wop-Gruppe, die seit 1955 unter verschiedenen Namen als The Sabers, The Chavelles, The Gents, The Valiants, The Untouchables, The Electras, The Alley Cats und The Happy Tones in der Los Angeleser R&B-Szene aktiv war. Rip übernahm die Rolle des Marvin, als Johnny fungierten James Barker, Bobby Sheen, Don Julian, Ron Shy und erneut Johnny Starks. Ohne eigene Veröffentlichungen tourte das Duo als Teil einer Oldie-Show von Promoter Wolfman Jack.

### Comeback und Ende
1993 kam Marvin Phillips selbst an der Seite Rip Spencers erneut als Marvin & Johnny ins Show-Geschäft zurück. 1999 traten Marvin & Johnny zum Festival „Rhythm Riot“ anlässlich des 50. Geburtstages des Doo-Wop-Genres in London an. Am 9. Dezember 2009 wurde Rip Spencer in Compton, Kalifornien erschossen.

## Diskografie

### Singles
- 1953 – Baby Doll / I’m Not A Fool, Specialty 479*
- 1954 – Jo Jo / How Long Has She Ben Gone, Specialty 488*
- 1954 – School Of Love / Boy Loves Girl, Specialty 498
- 1954 – Day In - Day Out / Flip, Specialty 530*
- 1954 – Tick Tock / Cherry Pie, Modern 933
- 1954 – Sugar / Kiss Me, Modern 941
- 1955 – Ding Dong Baby / Mamo Mamo, Specialty 554*
- 1955 – Little Honey / Honey Girl, Modern 946
- 1955 – Ko Ko Mo / Sometimes I Wonder, Modern 946
- 1955 – I Love You, Yes I Do / Baby Won’t You Marry Ma, Modern 952
- 1955 – Butler Ball / Sugar Mama, Modern 595
- 1956 – Will You Love Me / Sweet Dreams, Modern 968
- 1956 – Ain’t That Right / Let Me Know, Modern 974
- 1957 – Yeah Yeah (Yak Yak) / Pretty Eyes, Aladdin 3371
- 1958 – You’re In My Heart / Smack Smack, Aladdin 3408
- 1958 – Cherry Pie / Ain’t That Right, Kent 303
- 1958 – It’s Christmas / The Valley Of Love, Aladdin 3439
- 1958 – Baby, Baby, Baby / Bye Bye My Baby, Rays 34 (wird auch auf 1954 datiert[3])
- 1960 – Second Help Of Cherry Pie / Pretty One, Firefly 333
- 1961 – Once Upon A Time / Tick Tock, Jamie 1188
- 1962 – I’m Tired Of Being Alone / Baby Don’t You Know, Swingin’ 621
- 1963 – Second Helping Of Cherry Pie / Pretty One, Swingin’ 645
- 1963 – Hot Biscuits And Gravy / Tired Of Being Alone, Felsted 8681
- 1965 – Baby You’re The One / Dear One, Kent 436

(*) mit den Marsmen

### Alben
- 1962 – Marvin And Johnny, Crown Clp-5281
- 1963 – Isley Brothers / Marvin And Johnny, Crown Clp-5328